# Менезий, Павел Гаврилович
Павел Менезий (урождённый Пол Мензис, англ. Paul Menzies; 1637, Шотландия — 1694) — шотландский дипломат и военный деятель на службе у царя Алексея Михайловича и его детей.

## Ранние годы
Происходил из древнего и богатого шотландского рода. Семья Менезия была ревностно католическая и настроенная консервативно; в 1639 году ей пришлось эмигрировать. Менезий учился во Франции, в Дуэ, в коллегии иезуитов. После смерти Кромвеля (1658) семья вернулась в Шотландию, но её благосостояние, несмотря на возвращение ей земель Карлом II, было очень сильно подорвано.
Менезий, как младший сын, должен был искать себе заработок. Владея английским, французским, немецким языками, равно как и латынью, он поступил на военную службу в Польше, но скоро его вместе с Гордоном переманили в Россию (1661); здесь его сделали капитаном; в 1662 году он участвовал в подавлении медного бунта; потом был командирован в Смоленск, где сблизился с К. П. Нарышкиным; в 1667 году ездил в Швецию нанимать горнорабочих. В 1671—1672 год ездил на родину; вернувшись, был вытребован дать отчет о международном положении.

## Посольство в Рим
В 1672 году московскому правительству пришлось, во исполнение Андрусовского договора, искать среди европейских государей союзников Польше и себе в зачинавшейся борьбе с турками. Из Москвы отправили по европейским дворам 3 посланных: Винниуса, Украинцева и Менезия; на долю последнего пришлись Берлин, Дрезден, Вена, Венеция и Рим. Менезий встретил везде любезное, но уклончивое, а в Вене даже подозрительное отношение.
В 1673 году Менезий прибыл к папскому двору в Риме, где его предложения нашли подходящую почву. Но переговоры и здесь не привели к желанному концу. Не посчитав возможным принять грамоту, где царь Алексей Михайлович был назван «великим князем», Менезий простился с папой на частной аудиенции и привез в Москву любезно ему выданную, но ни к чему не обязывавшую Рим, копию грамоты папы.

## Менезий и Пётр
Результаты посольства не вызвали в Москве недовольства. Менезия назначили (1674) полковником и причислили к ведомству иностранных дел. Знакомство с упомянутым выше Нарышкиным, ставшим тестем царя, давняя дружба с Гордоном и, наконец, через Гамильтон свойство и с Нарышкиными, и с Матвеевым приближали Менезия к царю. Он, по-видимому, стал одним из руководителей воинских потех и первой учёбы Петра; Невиль говорит, что перед смертью царь определённо назначил Менезия воспитателем Петра.
Смерть царя Алексея ухудшила положение Менезия. В 1677—1678 годах он участвует в Чигиринских походах, в 1680—1689 годы сидит в Смоленске; когда оттуда он приезжает в Москву, то участвует в дипломатических переговорах, хотя от ведомства иностранных дел отчислен; в 1689 году участвует во втором крымском походе, был к этому времени уже генерал-майором. При Петре Менезия вернули в Москву. Петр был расположен и к нему и помогал его семье, когда он умер. После 1702 года о его потомках нет известий.